# Scott Peak (Alaska)
Der Scott Peak ist ein 2691 m hoher Berg in der Alaskakette in Alaska (USA).

## Geografie
Der Berg befindet sich 54 km ostnordöstlich vom Denali sowie 13 km südöstlich vom Eielson Visitor Center des Denali-Nationalparks. An der Südwestflanke befindet sich das Nährgebiet des Sunset-Gletschers. Im Nordosten befindet sich das Nährgebiet eines namenlosen Gletschers, der nach Norden verläuft und dessen Schmelzwasser dem Toklat River zufließt. Östlich und südlich des Gipfels befinden sich Gletscher, die nach Süden verlaufen und deren Schmelzwasser dem West Fork Chulitna River zufließen.

## Besteigungsgeschichte
Die Erstbesteigung des Gipfels gelang 1952 David Bernays, Morton S. Wood und Ija Korner. Die Aufstiegsroute führte den Sunset-Gletscher hinauf zum Hauptgrat und weiter zum Gipfel.

## Namensgebung
Der Berg erhielt 1953 seinen Namen von R. E. Isto vom U.S. Geological Survey (USGS) und Bradford Washburn. Der Name erinnert an Lieutenant Gordon D. Scott (1925–1953) vom U.S. Coast and Geodetic Survey (USC&GS), der in der Umgebung bei einer Vermessungsoperation tödlich verunglückte.